# Barghash de Zanzíbar

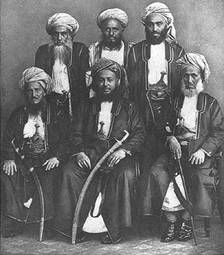
El sultán Barghash con sus ministros.

Sayyid Barghash bin Saíd al-Busaíd, GCMG, GCTE (1837 – 26 de marzo de 1888) (en árabe: برغش بن سعيد البوسعيد‎), hijo de Saíd bin Sultán, fue el segundo sultán de Zanzíbar. Barghash gobernó Zanzíbar desde el 7 de octubre de 1870 al 26 de marzo de 1888.

## Obra
Al sultán Barghash se le acredita la construcción de muchos de los edificios históricos de la actual Stone Town, la introducción de un sistema de canalización de agua, los Baños Persas Hamamni (unos baños públicos), una fuerza policial, carreteras, parques, hospitales y edificios administrativos como la Bait el-Ajaib (La Casa de las Maravillas, el primer edificio con electricidad de Zanzíbar). Fue quizás el último sultán de Zanzíbar que mantuvo cierta independencia frente a la influencia europea. Realizaba consultas con "consejeros" europeos que tenían una gran influencia en su corte, pero seguía siendo una figura indiscutible de poder que trataban de controlar. Se reunió con diplomáticos del Reino Unido, Estados Unidos, Alemania, Francia y Portugal, y a menudo consiguió enfrentar a unos países con otros en el tablero de ajedrez colonial. Sus sucesores terminaron sometiéndose a los poderes coloniales.

## Ascensión al trono
En 1859 Barghash había tratado de arrebatar el trono a su hermano el sultán Mayid, apoyado por su hermana Salme (posteriormente Emily Ruete), que actuó como secretaria de su facción. Sin embargo, con la ayuda de un barco de guerra británico el sultán Mayid consiguió aplastar la insurrección de Barghash, que fue enviado al exilio en Bombay durante dos años.
Cuando el sultán Mayid murió en 1870, Barghash lo sucedió como sultán de Zanzíbar.
Es un hecho bien conocido en Zanzíbar que Barghash, tan pronto como ascendió al trono en 1870, de repente y sin causa alguna encarceló a nuestro segundo hermano más joven, Chalîfe. El pobre pasó tres largos años en una mazmorra, con pesados grilletes de hierro y cadenas. ¿Y por qué? Nadie lo sabe. Puede que fuera por miedo a que Chalîfe, que era el siguiente en la sucesión al trono, pudiera tramar los mismos planes traicioneros que el propio Barghash había urdido contra Mayid. -Emily Ruete, p. 398 (Ruete escribió este testimonio en 1886).
Según Emily Ruete, Barghash no liberó a Chalîfe (Khalifah) hasta que una de sus hermanas se preparó para peregrinar a La Meca y no quería atraer sobre él una maldición pronunciada en la Ciudad Santa del Profeta. Pero su hermana no lo perdonó hasta que hubo liberado al inocente Chalîfe.
Sayyid Barghash también declaró la abolición de la compraventa de esclavos en Zanzíbar, firmando un acuerdo con el Reino Unido en 1870, que prohibía el comercio de esclavos en el reino y cerrando el gran mercado de esclavos de Mkunazini.

## Final de reinado
Hacia el final de su reinado Barghash tuvo que presenciar la desintegración de su sultanato. En 1884 el aventurero alemán Carl Peters hizo que varios jefes africanos de Tanganika, un territorio bajo la soberanía del sultán, firmaran varios documentos en los que declaraban sus reinos bajo la "protección" de Alemania. En febrero de 1885 estas adquisiciones fueron ratificadas por el gobierno alemán a través de un edicto imperial de protección. 
Pocas semanas después, en abril de 1885 los hermanos Dehnhardt firmaron un contrato con el sultán de Witu en la costa de Kenia, por el que también ponía su reino bajo la protección alemana. El sultán Barghash intentó enviar tropas contra el gobernante de Witu, al que consideraba su vasallo, pero la aparición de una flota de guerra alemana lo obligó a aceptar la presencia de Alemania.

## Acuerdo anglogermano
El acuerdo entre Alemania y el Reino Unido de 29 de octubre de 1886 reconocía el gobierno del sultán de Zanzíbar sobre una franja de diez millas náuticas (19 km) en la costa oriental africana desde Cabo Delgado en Mozambique hasta el río Tana y las ciudades de la costa de Somalia. Sin embargo, este acuerdo fue breve, pues los alemanes extendieron su influencia hasta la costa de Tanganica, haciendo efectiva su ocupación en las décadas siguientes.
Bargash murió en 1888 y no sobrevivió para ver el tratado en ese mismo año en el que Zanzíbar cedía la costa de Tanganica a los alemanes, que reprimieron la rebelión de los vasallos del sultán.

## Títulos
- 1837-1870: Sayyid Barghash ibn Saíd
- 1870-1875: Su Alteza el Sultán Sayyid Barghash ibn Saíd, sultán de Zanzíbar
- 1875-1883: Su Alteza el Sultán Sayyid Barghash ibn Saíd, Sultán de Zanzíbar, GCTE (Orden de la Torre y la Espada).
- 1883-1888: Su Alteza el Sultán Sayyid Sir Barghash ibn Saíd, Sultán de Zanzíbar, GCMG (Distinguidísima Orden de San Miguel y San Jorge), GCTE[1]

## Honores
- Soberano gran maestre de la Orden de la Estrella Brillante de Zanzíbar.
- Caballero gran cruz de la Orden de la Torre y de la Espada del Reino de Portugal (GCTE) - 1875.
- Caballero de primera clase de la Orden del Águila Roja, con brillantes, del Reino de Prusia - 1875.
- Caballero gran cruz de la Orden de la Legión de Honor, de la República Francesa - 1875.
- Caballero gran cruz de honor de la Orden de San Miguel y San Jorge del Reino Unido (GCMG) - 1883.[1]